# Carolina (doce)
Carolina é um doce derivado do éclair, tradicional doce francês. É uma minibomba recheada com creme de chocolate, doce de leite ou creme de confeiteiro (como o recheio do sonho).
Carolinas são especialmente comuns no estado de São Paulo, onde são encontradas facilmente em padarias.

## Na Paraíba

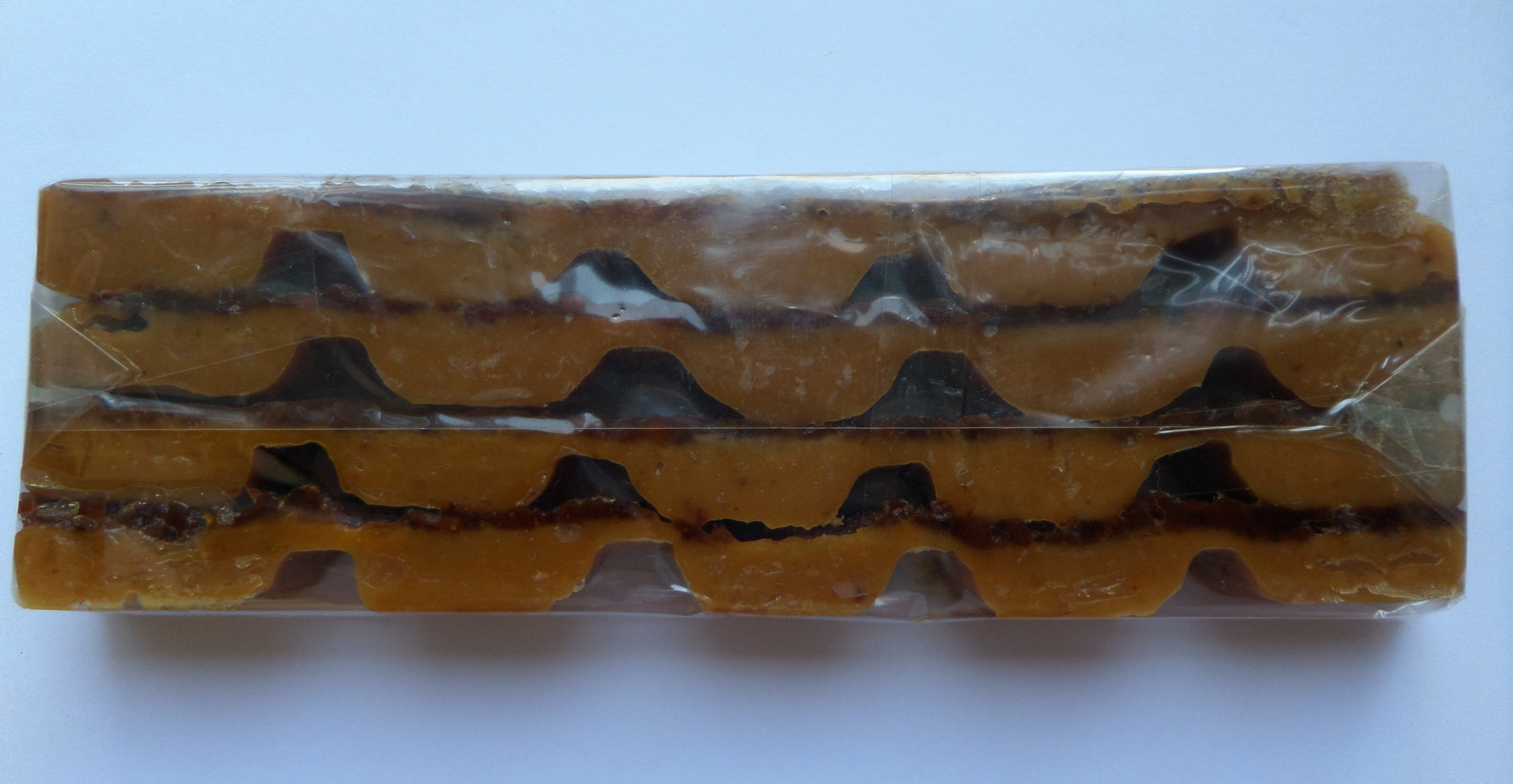
Carolina

Na Paraíba o doce típico da região é feito  basicamente, de açúcar e coco queimado. É um doce tradicional da Paraíba e tem um formato padrão, que é estruturado da seguinte forma: Pequenas ondas em fileira ligadas por uma camada de coco queimado (entre cada fileira), de forma a ficar empilhadas, formando assim, uma barra no formato paralelepipédico, conforme imagem ao lado.

São especialmente comuns no estado da Paraíba, mas podem ser encontradas em outros estados do nordeste, em especial no Ceará, onde recebe o nome "coxa de moça".